# Критика Готской программы
«Критика Готской программы» — работа Карла Маркса, написанная им в 1875 году как ответ на предлагаемую программу социал-демократической партии.
Первоначально работа не предполагалась к публикации. Она вышла в свет уже после смерти Маркса, в 1891 году, изданная Энгельсом, который в предисловии объясняет причины, побудивших его к публикации данного текста.
Полный текст работы впервые будет опубликован лишь в 1932 г. в СССР, в переводе с копии, сделанной Л. Каутской. 

## Содержание
Работа является критикой положений проекта программы предполагаемой будущей объединённой германской рабочей партии. Готская программа предполагала умеренный, эволюционный путь к социализму, а не революционный, насильственный подход марксистов. Маркс подверг резкой критике близость многих идей программы к лассальянству, считая, что «программа никуда не годится» (его слова из сопроводительного письма к данной работе).
Работа содержит наиболее подробное заявление Маркса о вопросах революционной стратегии: обсуждается диктатура пролетариата как необходимый элемент в период перехода от капитализма к коммунизму, пролетарский интернационализм, построение партии рабочего класса.
Маркс признаёт, что на пути к коммунизму будет «первая фаза коммунистического общества», в которой «право производителей пропорционально доставляемому ими труду». В описании нижней фазы Маркс заявляет, что работник «получает от общества квитанцию в том, что им доставлено такое-то количество труда (за вычетом его труда в пользу общественных фондов), и по этой квитанции он получает из общественных запасов такое количество предметов потребления, на которое затрачено столько же труда. То же самое количество труда, которое он дал обществу в одной форме, он получает обратно в другой форме» (см. также экономика, основанная на временном факторе).
И лишь на высшей фазе «общество сможет написать на своём знамени: Каждый по способностям, каждому по потребностям!»